# Amos et Andrew

Amos et Andrew est un film américain réalisé par E. Max Frye (en), sorti en 1993.

## Synopsis
Andrew Sterling, écrivain noir, loue une maison afin d'écrire dans le calme. Un voisin le voit par sa fenêtre et appelle aussitôt la police. Celle-ci se retrouve en plein malentendu, pensant qu'Andrew est un voleur, sous seul prétexte qu'il est noir. Afin d'éviter une bavure, le chef de police décide d'envoyer Amos Odell, l'un de ses prisonniers, pour qu'il fasse croire à une prise d'otage.

## Fiche technique
- Titre français  : Amos et Andrew
- Titre original : Amos and Andrew
- Réalisateur : E. Max Frye
- Scénariste : E. Max Frye
- Producteur : Gary Goetzman
- Producteur exécutif : Jonathan Demme
- Société de production : New Line Cinema - Castle Rock Entertainment et Columbia
- Musique : Richard Gibbs
- Montage : Jane Kurson (en)
- Format : Couleur - 35 mm
- Pays :  États-Unis
- Durée : 96 minutes
- Box-office  États-Unis : 9.745.803 $
- Date de sortie :
  - États-Unis : 5 mars 1993

## Distribution
- Samuel L. Jackson (V.F. : Arnaud Arbessier)  : Andrew Sterling
- Nicolas Cage (V.F. : Antoine Tomé)[1] (VQ : Benoît Rousseau) : Amos Odell
- Michael Lerner (V.F. : Michel Tugot-Doris) (VQ : Aubert Pallascio)  : Phil Gillman
- Margaret Colin : Judy Gillman
- Dabney Coleman (V.F. : Patrice Melennec) (VQ : Vincent Davy)  : Chef de police Cecil Tolliver
- Brad Dourif  (V.F. : Olivier Korol) (VQ : Gilbert Lachance)  : Officier Donnie Donaldson
- Chelcie Ross : Député Earl
- I.M. Hobson : Waldo Lake
- Todd Weeks : Député Stan
- Jordan Lund : Député Riley
- Jodi Long : Wendy Wong